# Ludwig Albrecht Gebhardi
Ludwig Albrecht Gebhardi, född den 13 april 1735, död den 26 oktober 1802, var en tysk historiker. 
Gebhardis viktigaste verk är hans bidrag til den i Halle utkommande stora Allgemeine Weltgeschiehte, till vilken han skrev de band, som handlar om Danmark, Norge, Ungern och de slaviska staterna. De 32:a och 33:e delarna av världshistorien, som innehåller Danmarks och Norges historia, utkom 1770 (översatt till danska av J.E. Heilmann 1780–84).